# Gerald Backhouse
Gerald Backhouse, född 6 december 1912, död 28 december 1941, var en australisk friidrottare. Han deltog vid olympiska sommarspelen 1936.